# Antenbichl

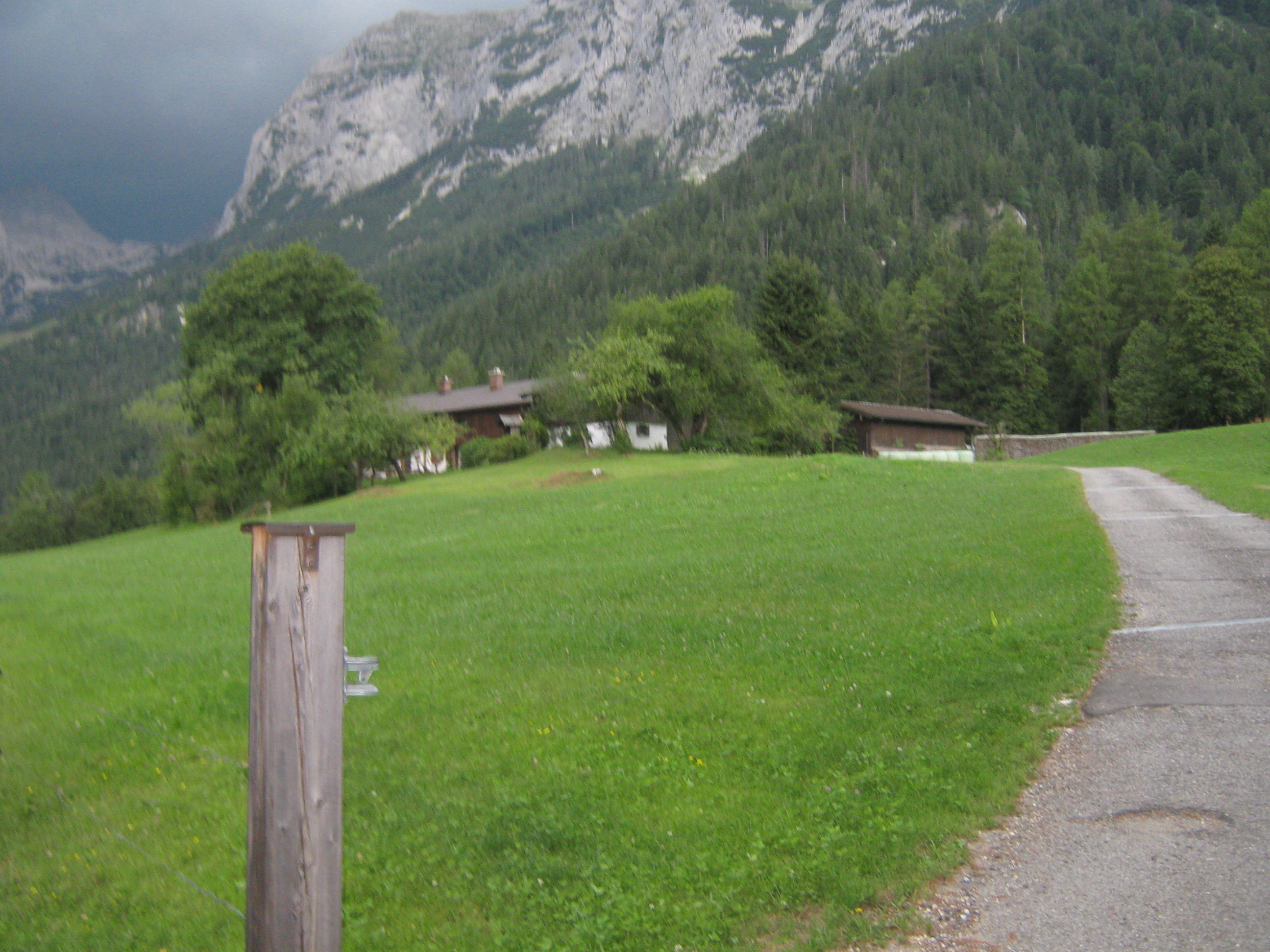
Gehöft Fernseben in Antenbichl

Antenbichl (früher: Antenbühl) ist ein Gemeindeteil bzw. eine Gnotschaft von Ramsau bei Berchtesgaden. Der Ortsteil liegt im Westen der Gemarkung Ramsau, die etwa der Gemeinde Ramsau in ihren ursprünglichen Grenzen (d. h. ohne Eingemeindungen der großen unbewohnten ausmärkischen Forstbezirke wie Ramsauer Forst und Forst Hintersee) entspricht. Namensgebend ist ein ungefähr auf halbem Weg an der Straße zwischen dem Dorf Ramsau und dem Hintersee gelegener Bichl mit gleichnamigen Anwesen.

## Lage
Nördlich der Gnotschaft liegt die Gemarkung Forst Taubensee, im Westen der südliche Teil des Jettenberger Forstes. Im Süden grenzt die Gemarkung Forst Hintersee sowie östlich daran anschließend die Gemarkung Ramsauer Forst an. Diese Gebiete sind offiziell unbewohnt und sind am 1. Januar 1984 in die Gemeinde Ramsau eingegliedert worden, bis dahin waren sie gemeindefrei. Im Osten wird die Gnotschaft begrenzt durch den Lattenbach und weiter südlich durch den Kunterweg, an dem sich die Gnotschaft Taubensee anschließt. In der traditionellen Gnotschaftsgliederung gehört der Ortsteil Hintersee noch zur Gnotschaft Antenbichl. In der modernen Gliederung der Gemeinde bildet Hintersee jedoch einen eigenen Ortsteil, der in der amtlichen Statistik separat ausgewiesen wird und als einziger keine Vorgeschichte bzw. Zuordnung als Gnotschaft hat. Das Gewässer Hintersee gehört nicht zur Gnotschaft, er liegt in der Gemarkung Forst Hintersee.

## Geschichte
Vermutlich bereits ab Ende des 14. Jahrhunderts bildete Antenbichl zusammen mit Taubensee den 2. Gnotschaftsbezirk der „Urgnotschaft“ Ramsau im Berchtesgadener Land, über das als „Geschlossener Waldbezirk“ und dann besiedeltes Kernland ab 1155 das Klosterstift Berchtesgaden und von 1559 bis 1803 die reichsunmittelbare Fürstpropstei Berchtesgaden als kleines, eigenständiges Fürstentum verfügte.
Nach drei kurz hintereinander folgenden Herrschaftswechseln wurde 1810 das Berchtesgadener Land mit seinen Gnotschaften dem Königreich Bayern angegliedert und aus Ramsau ab 1812 eine Gemeinde mit Antenbichl und Taubensee als nunmehr zwei voneinander abgegrenzten Gnotschaften.
Da Größe und Gliederung der Gemeinde Ramsau bei Berchtesgaden in den 1970ern von der Gebietsreform in Bayern nicht verändert wurden, ist Antenbichl noch heute ein Ortsteil bzw. eine Gnotschaft dieser Gemeinde. Einzige Veränderung im Lauf der Jahre war die derzeit nicht exakt zu datierende Herauslösung der Ansiedlung um den Hintersee als eigenem Ortsteil Hintersee.